# Mignonac-reactie
De Mignonac-reactie, genoemd naar de Franse scheikundige Georges Mignonac, is een reductieve aminering. In de reactie wordt een primair amine gevormd door de katalytische hydrogenering van een aldehyde of keton over een nikkelkatalysator, zoals raneynikkel. De reactie vindt plaats in vloeibare ammoniak of in watervrije ethanol die verzadigd is met ammoniak.
Een voorbeeld is de vorming van 1-fenylethylamine uit acetofenon: